# Samolot myśliwski piątej generacji

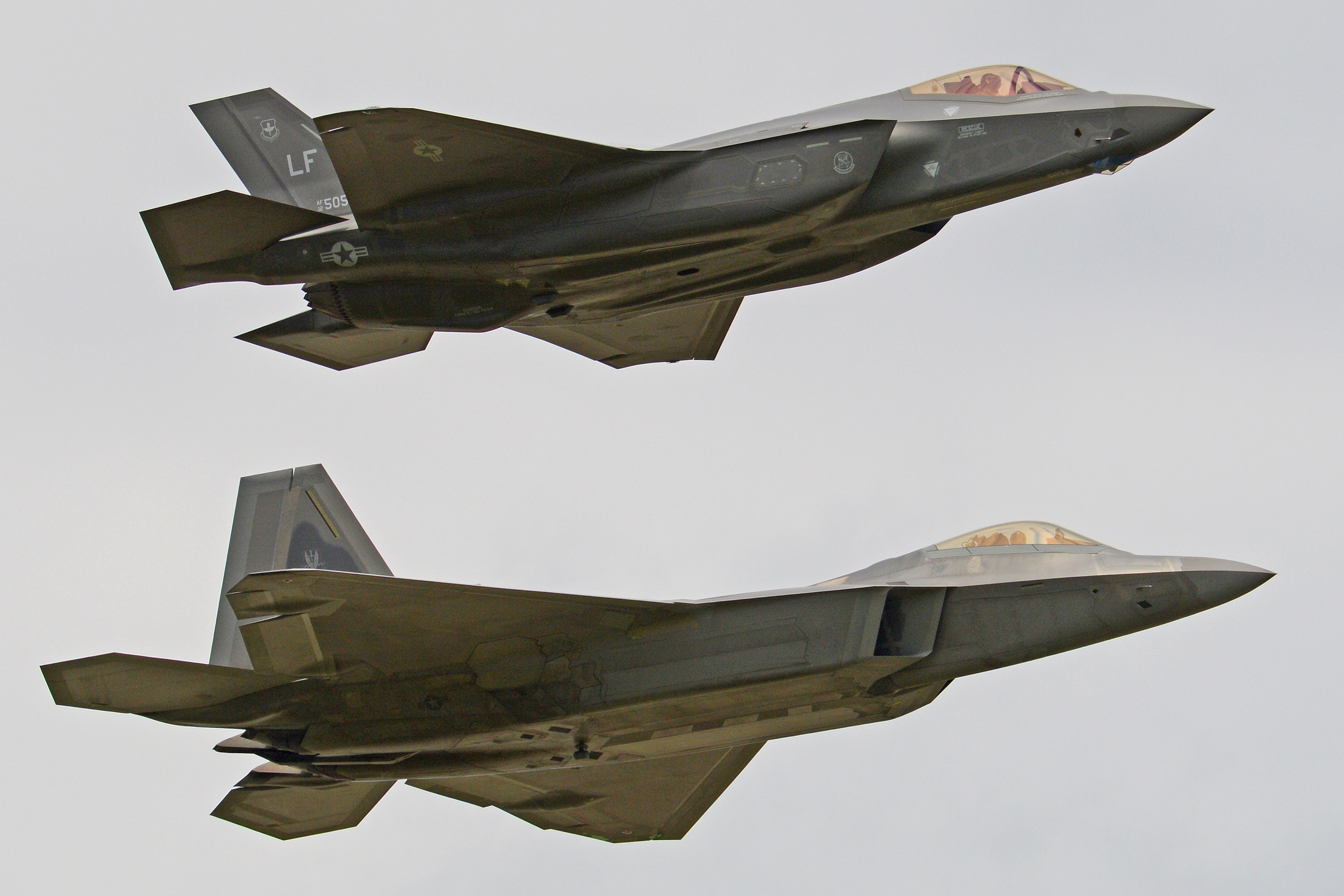
Dwa samoloty piątej generacji Lockheed Martin F-35 Lightning II i F-22 Raptor

Samolot myśliwski piątej generacji – samolot bojowy o charakterystykach taktyczno-technicznych spełniających umowne wymagania wobec samolotów tej generacji, obejmujące niską wykrywalność, radar z aktywnym elektronicznym skanowaniem fazowym (AESA), fuzję informacji, zaawansowane systemy transferu danych i zdolność do walki sieciocentrycznej, wielospektralne systemy celownicze dalekiego zasięgu, zaawansowany szklany kokpit oraz zdolność do osiągnięcia prędkości wyższej od prędkości dźwięku bez użycia dopalania (zdolność supercruise). Wymagania te nie są jednak ścisłe i uniwersalnie zaakceptowane, uznanie zaś samolotu za samolot V generacji często podlega swobodnemu uznaniu i polityce informacyjnej krajów producentów danej konstrukcji.

## Geneza
Podział generacyjny samolotów – zwłaszcza myśliwskich – bierze swój początek z pracy Richarda Halliona, który w 1990 roku podzielił samoloty myśliwskie na sześć generacji, opierając się na  różnicach w ich poziomie zaawansowania technicznego, w aspektach takich jak prędkość poddźwiękowa, naddźwiękowa, Mach 2, wielozadaniowość i wysoko manewrowość. Od tego czasu, zaproponowano szereg jednak innych podziałów samolotów myśliwskich, wśród których znalazł się także podział zaproponowany w publikacjach amerykańskiej agencji kosmicznej NASA, która podzieliła samoloty na 5 faz rozwojowych, podczas gdy niektóre inne dzieliły je na mniejszą liczbę faz.
W połowie lat 90., rosyjscy urzędnicy zaczęli stosować podział na pięć klas, planując budowę konstrukcji która mogłaby konkurować z amerykańskim Joint Strike Fighter – podzielili w tym celu wszystkie poprzednie konstrukcje na cztery kategorie, następna zaś miała być piątą generacją.

## Cechy samolotów V generacji
Dokładna lista zdolności i samolotów należących do każdej generacji jest dyskusyjna; klasyfikacja odnosi się tylko do myśliwców napędzanych silnikami odrzutowymi. Wykorzystanie generacji pomaga jednak określić postęp technologiczny i zdolności, które pojawiają się na całym świecie mniej więcej w tym samym czasie. Według urzędowego stanowiska amerykańskiego, samolot V generacji definiowany jest za pomocą ośmiu wymagań

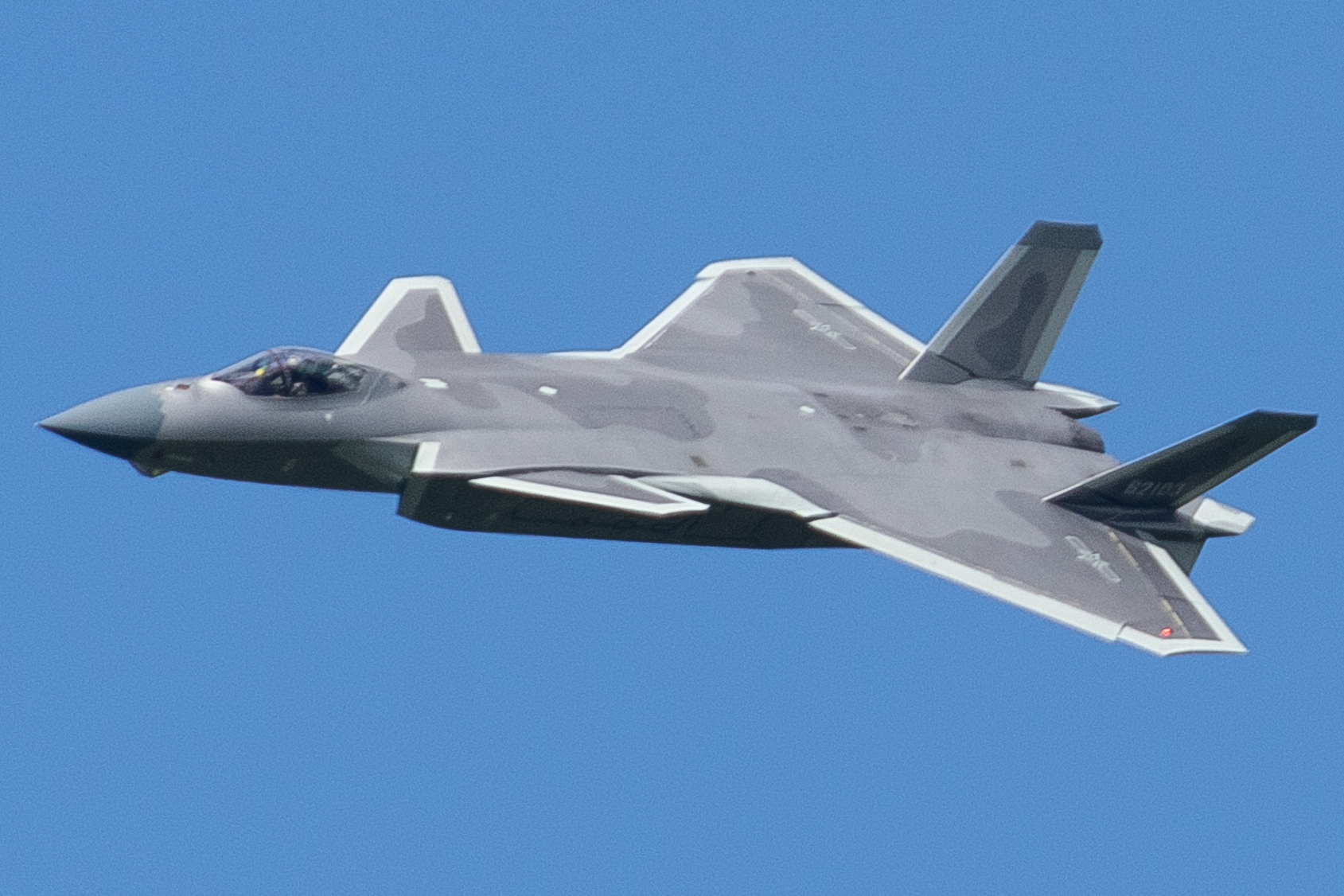
Chiński samolot 5. generacji Chengdu J-20

- użycie kadłuba charakteryzującego się niską wykrywalnością z wewnętrzną komorą uzbrojenia do przenoszenia pocisków rakietowych oraz znacząco redukującego zarówno skuteczną powierzchnia odbicia (RCS) jak i sygnaturę samolotu w podczerwieni
- wyposażenie w radar AESA
- fuzję informacji
- zaawansowane systemy transferu danych i zdolność do walki sieciocentrycznej
- zaawansowane  systemy walki elektronicznej
- wielospektralne systemy celownicze dalekiego zasięgu
- zaawansowany szklany kokpit oraz
- zdolność do osiągnięcia prędkości wyższej od prędkości dźwięku bez użycia dopalania (zdolność supercruise).

Podczas gdy niektóre z tych zdolności są współcześnie obecne wśród najnowszych samolotów czwartej generacji i zostały zapoczątkowane jeszcze w czasach zimnej wojny, kluczowym parametrem definiującym samolot V generacji, jest stopień redukcji wykrywalności samolotu, gdzie RCS nawiązuje do ilości energii radarowej którą samolot odbija z powrotem do jej źródła. Podczas gdy redukcja RCS samolotu jest powtarzającym się elementem każdej definicji samolotu 5. generacji, inne elementy nie zawsze są zgodne. Przykładowo, amerykański Lockheed Martin F-35 Lightning II nie jest zdolny do lotu supercruise, podobnie jak kwestionowana jest zdolność supercruise rosyjskiego Suchoj Su-57, Lockheed Martin F-22 Raptor zaś oraz Su-57 nie dysponują zdolnościami fuzji informacji. W rezultacie, w przypadku ścisłego trzymania się oficjalnego stanowiska amerykańskiego, ani F-35, ani Su-57 nie są samolotami V generacji, a wobec braku fuzji sensorów, samolotem piątej generacji nie może być także F-22.
Z wielu względów, liczba typów samolotów V generacji na świecie jest obecnie znacznie mniejsza niż liczba typów samolotów IV generacji. Jednym z nich jest ogromna złożoność i zaawansowanie technologiczne samolotów V generacji. Podczas gdy wiele krajów jest w stanie opracować i wyprodukować samolot IV generacji, liczba państw wystarczająco zaawansowanych technologicznie do produkcji samolotu piątej generacji jest znacznie mniejsza. W drugiej dekadzie XXI wieku, uznaje się że jedynymi państwami zdolnymi w sposób niezależny opracować i produkować samoloty V generacji są Stany Zjednoczone oraz Chińska Republika Ludowa. Wobec natomiast wysokiego uzależnienia od dostaw elektroniki z państw zachodnich, nie jest w stanie tego robić także Rosja.